# Copa do Mundo de Basquetebol Masculino de 2019
A Copa do Mundo de Basquetebol Masculino de 2019 (em inglês: 2019 FIBA Basketball World Cup) foi a 18.ª edição do torneio da FIBA, que aconteceu em oito diferentes cidades da China. Essa edição marcou uma nova era para a competição, remarcada de 2018 para 2019, foi a primeira Copa do Mundo FIBA desde 1967 que não ocorreu no mesmo ano em que a Copa do Mundo FIFA e o Campeonato Mundial de Voleibol Masculino. Além disso, a fase de grupos foi expandida de 24 para 32 equipes sendo que as 8 principais seleções, incluindo o Japão como anfitrião das Olimpíadas de Verão de 2020 (onde duas seleções são provenientes das Américas e da Europa e as melhores equipes da África, Ásia e Oceania), nesta competição garantiram um lugar no evento masculino de basquete nos Jogos Olímpicos 2020 em Tóquio.

## Seleção da sede
Todo o processo de licitação começou em abril de 2014. Foram enviadas propostas de inúmeras nações. Em 16 de março de 2015, foi confirmado que a Copa do Mundo ocorreria na Ásia, com a China e as Filipinas com campanhas para serem o país anfitrião. Em 7 de agosto do mesmo ano, anunciou-se que a China venceu a candidatura contra as Filipinas.

## Classificação

### Divisão de vagas para o Mundial
32 vagas, divididas em:
- 1. País anfitrião: 1 vaga

País qualificado para o Mundial
País ainda com chances de qualificação
País não qualificado para o Mundial
País não disputou a qualificação
País desclassificado ou suspenso pela FIBA
País não filiado a FIBA

  2. Ásia/Oceania: 16 equipes competindo por 7 vagas;
  3. África: 16 equipes competindo por 5 vagas;
  4. Américas: 10 equipes competindo por 7 vagas;
  5. Europa: 24 equipes competindo por 12 vagas;

### Equipes classificadas
A China se classificou por ser o país anfitrião . As demais vagas seriam distribuídas através de torneios continentais
| Evento                                                        | Data                                           | Local     | Vagas | Qualificados |
| ------------------------------------------------------------- | ---------------------------------------------- | --------- | ----- | --- |
| País sede                                                     | 7 de agosto de 2015                            | Genebra   | 1     | China |
| Eliminatórias da África de Basquete Masculino FIBA 2019       | 24 de novembro de 2017–25 de fevereiro de 2019 |           | 5     | Angola · Tunísia · Nigéria · Senegal · Costa do Marfim                                                                |
| Eliminatórias das Américas de Basquete Masculino FIBA 2019    | 24 de novembro de 2017–25 de fevereiro de 2019 | Caracas   | 7     | EUA · Venezuela · Canadá · Argentina · Brasil · República Dominicana · Porto Rico                                     |
| Eliminatórias da Ásia/Oceania de Basquete Masculino FIBA 2019 | 24 de novembro de 2017–25 de fevereiro de 2019 | Manila    | 7     | Austrália · Japão · Coreia do Sul · Nova Zelândia · Irão · Filipinas · Jordânia                                       |
| Eliminatórias da Europa de Basquete Masculino FIBA 2019       | 24 de novembro de 2017–25 de fevereiro de 2019 | Ljubliana | 12    | Espanha · Turquia · Lituânia · Itália · Polónia · França · Chéquia · Grécia · Alemanha · Rússia · Sérvia · Montenegro |
| TOTAL                                                         |                                                |           | 32    | |

## Cidades
| Pequim                                     | Pequim Guangdong (veja abaixo) Xangai Nanquim Wuhan | Nanquim                                         |
| ------------------------------------------ | --------------------------------------------------- | ----------------------------------------------- |
| Wukesong Arena                             | Pequim Guangdong (veja abaixo) Xangai Nanquim Wuhan | Nanjing Youth Olympic Sports Park Gymnasium     |
| Capacidade: 17 173                         | Pequim Guangdong (veja abaixo) Xangai Nanquim Wuhan | Capacidade: 20 000                              |
|                                            | Pequim Guangdong (veja abaixo) Xangai Nanquim Wuhan |                                                 |
| Xangai                                     | Pequim Guangdong (veja abaixo) Xangai Nanquim Wuhan | Wuhan                                           |
| Shanghai Oriental Sports Center            | Pequim Guangdong (veja abaixo) Xangai Nanquim Wuhan | Wuhan Gymnasium                                 |
| Capacidade: 18 000                         | Pequim Guangdong (veja abaixo) Xangai Nanquim Wuhan | Capacidade: 13 000                              |
|                                            | Pequim Guangdong (veja abaixo) Xangai Nanquim Wuhan |                                                 |
| estádios de Guangdong                      |                                                     |                                                 |
| Dongguan                                   | Dongguan Foshan Guangzhou Shenzhen                  | Foshan                                          |
| Dongfeng Nissan Cultural and Sports Centre | Dongguan Foshan Guangzhou Shenzhen                  | Foshan International Sports and Cultural Center |
| Capacidade: 16 000                         | Dongguan Foshan Guangzhou Shenzhen                  | Capacidade: 14 700                              |
|                                            | Dongguan Foshan Guangzhou Shenzhen                  |                                                 |
| Guangzhou                                  | Dongguan Foshan Guangzhou Shenzhen                  | Shenzhen                                        |
| Guangzhou International Sports Arena       | Dongguan Foshan Guangzhou Shenzhen                  | Shenzhen Universiade Sports Centre              |
| Capacidade: 18 000                         | Dongguan Foshan Guangzhou Shenzhen                  | Capacidade: 18 000                              |
|                                            | Dongguan Foshan Guangzhou Shenzhen                  |                                                 |

## Sorteio
Os 32 times classificados para o torneio foram divididos em 4 potes de 4 times cada para o sorteio. Cada um dos 8 grupos foram compostos por um time de cada pote.Sendo que foi dividido no sorteio sendo em A,C,E e G e B,D,F e H.

## Fase de Grupos

### Grupo A (Pequim)
| Pos | Equipe              | J | V | D | GP  | GC  | SG  | Pts | Rebaixado                        |
| --- | ------------------- | - | - | - | --- | --- | --- | --- | -------------------------------- |
| 1   | Polônia (A)         | 3 | 3 | 0 | 239 | 208 | +31 | 6   | Advance to second round          |
| 2   | Venezuela           | 3 | 2 | 1 | 228 | 210 | +18 | 5   | Advance to second round          |
| 3   | China (H)           | 3 | 1 | 2 | 205 | 206 | −1  | 4   | Move to 17th–32nd Classification |
| 4   | Costa do Marfim (Q) | 3 | 0 | 3 | 189 | 237 | −48 | 3   | Move to 17th–32nd Classification |

| 31 de agosto    |  |       |  |                 |                        |
| Polônia         |  | 80–69 |  | Venezuela       | Cadillac Arena, Pequim |
| Costa do Marfim |  | 55–70 |  | China           | Cadillac Arena, Pequim |
| 2 de setembro   |  |       |  |                 |                        |
| Venezuela       |  | 87–71 |  | Costa do Marfim | Cadillac Arena, Pequim |
| China           |  | 76–79 |  | Polônia         | Cadillac Arena, Pequim |
| 4 de setembro   |  |       |  |                 |                        |
| Costa do Marfim |  | 63–80 |  | Polônia         | Cadillac Arena, Pequim |
| Venezuela       |  | 72–59 |  | China           | Cadillac Arena, Pequim |

### Grupo B (Wuhan)
| Pos | Equipe            | J | V | D | GP  | GC  | SG  | Pts | Classificado                     |
| --- | ----------------- | - | - | - | --- | --- | --- | --- | -------------------------------- |
| 1   | Argentina (A)     | 3 | 3 | 0 | 258 | 211 | +47 | 6   | Advance to second round          |
| 2   | Rússia (A)        | 3 | 2 | 1 | 230 | 219 | +11 | 5   | Advance to second round          |
| 3   | Nigéria (Q)       | 3 | 1 | 2 | 266 | 242 | +24 | 4   | Move to 17th–32nd Classification |
| 4   | Coreia do Sul (Q) | 3 | 0 | 3 | 208 | 290 | −82 | 3   | Move to 17th–32nd Classification |

| 31 de agosto  |  |        |  |               |                        |
| Rússia        |  | 82–77  |  | Nigéria       | Wuhan Gymnasium, Wuhan |
| Argentina     |  | 95–69  |  | Coreia do Sul | Wuhan Gymnasium, Wuhan |
| 2 de setembro |  |        |  |               |                        |
| Coreia do Sul |  | 73–87  |  | Rússia        | Wuhan Gymnasium, Wuhan |
| Nigéria       |  | 81–94  |  | Argentina     | Wuhan Gymnasium, Wuhan |
| 4 de setembro |  |        |  |               |                        |
| Coreia do Sul |  | 66–108 |  | Nigéria       | Wuhan Gymnasium, Wuhan |
| Rússia        |  | 61–69  |  | Argentina     | Wuhan Gymnasium, Wuhan |

### Grupo C (Guangzhou)
| Pos | Equipe      | J | V | D | GP  | GC  | SG  | Pts | Classificado                     |
| --- | ----------- | - | - | - | --- | --- | --- | --- | -------------------------------- |
| 1   | Espanha (A) | 3 | 3 | 0 | 247 | 190 | +57 | 6   | Advance to second round          |
| 2   | Porto Rico  | 3 | 2 | 1 | 213 | 218 | −5  | 5   | Advance to second round          |
| 3   | Tunísia     | 3 | 1 | 2 | 205 | 235 | −30 | 4   | Move to 17th–32nd Classification |
| 4   | Irã (Q)     | 3 | 0 | 3 | 213 | 235 | −22 | 3   | Move to 17th–32nd Classification |

}}
| 31 de agosto  |  |        |  |            |                                |
| Irã           |  | 81–83  |  | Porto Rico | Guangzhou Gymnasium, Guangzhou |
| Espanha       |  | 101–62 |  | Tunísia    | Guangzhou Gymnasium, Guangzhou |
| 2 de setembro |  |        |  |            |                                |
| Porto Rico    |  | 63–73  |  | Espanha    | Guangzhou Gymnasium, Guangzhou |
| Tunísia       |  | 79–67  |  | Irã        | Guangzhou Gymnasium, Guangzhou |
| 4 de setembro |  |        |  |            |                                |
| Espanha       |  | 73–65  |  | Irã        | Guangzhou Gymnasium, Guangzhou |
| Porto Rico    |  | 67–64  |  | Tunísia    | Guangzhou Gymnasium, Guangzhou |

### Grupo D (Foshan)
| Pos | Equipe        | J | V | D | GP  | GC  | SG   | Pts | Classificado                     |
| --- | ------------- | - | - | - | --- | --- | ---- | --- | -------------------------------- |
| 1   | Sérvia (A)    | 3 | 3 | 0 | 323 | 203 | +120 | 6   | Advance to second round          |
| 2   | Itália (A)    | 3 | 2 | 1 | 277 | 215 | +62  | 5   | Advance to second round          |
| 3   | Angola (Q)    | 3 | 1 | 2 | 204 | 278 | −74  | 4   | Move to 17th–32nd Classification |
| 4   | Filipinas (Q) | 3 | 0 | 3 | 210 | 318 | −108 | 3   | Move to 17th–32nd Classification |

| 31 de agosto  |  |        |  |           |                                                         |
| Angola        |  | 59–105 |  | Sérvia    | Foshan International Sports and Cultural Center, Foshan |
| Filipinas     |  | 62–108 |  | Itália    | Foshan International Sports and Cultural Center, Foshan |
| 2 de setembro |  |        |  |           |                                                         |
| Sérvia        |  | 126–67 |  | Filipinas | Foshan International Sports and Cultural Center, Foshan |
| Itália        |  | 92–61  |  | Angola    | Foshan International Sports and Cultural Center, Foshan |
| 4 de setembro |  |        |  |           |                                                         |
| Angola        |  | 84–81  |  | Filipinas | Foshan International Sports and Cultural Center, Foshan |
| Itália        |  | 77–92  |  | Sérvia    | Foshan International Sports and Cultural Center, Foshan |

### Grupo E (Xangai)
| Pos | Equipe         | J | V | D | GP  | GC  | SG  | Pts | Classificado                     |
| --- | -------------- | - | - | - | --- | --- | --- | --- | -------------------------------- |
| 1   | Estados Unidos | 3 | 3 | 0 | 279 | 204 | +75 | 6   | Advance to second round          |
| 2   | Chéquia        | 3 | 2 | 1 | 247 | 240 | +7  | 5   | Advance to second round          |
| 3   | Turquia        | 3 | 1 | 2 | 254 | 251 | +3  | 4   | Move to 17th–32nd Classification |
| 4   | Japão          | 3 | 0 | 3 | 188 | 273 | −85 | 3   | Move to 17th–32nd Classification |

| 1 de setembro  |  |       |  |                |                                         |
| Turquia        |  | 86–67 |  | Japão          | Shanghai Oriental Sports Center, Xangai |
| Chéquia        |  | 67–88 |  | Estados Unidos | Shanghai Oriental Sports Center, Xangai |
| 3 de setembro  |  |       |  |                |                                         |
| Japão          |  | 76–89 |  | Chéquia        | Shanghai Oriental Sports Center, Xangai |
| Estados Unidos |  | 93–92 |  | Turquia        | Shanghai Oriental Sports Center, Xangai |
| 5 de setembro  |  |       |  |                |                                         |
| Turquia        |  | 76–91 |  | Chéquia        | Shanghai Oriental Sports Center, Xangai |
| Estados Unidos |  | 98–45 |  | Japão          | Shanghai Oriental Sports Center, Xangai |

### Grupo F (Nanquim)
| Pos | Equipe            | J | V | D | GP  | GC  | SG  | Pts | Classificado                     |
| --- | ----------------- | - | - | - | --- | --- | --- | --- | -------------------------------- |
| 1   | Brasil (A)        | 3 | 3 | 0 | 265 | 245 | +20 | 6   | Advance to second round          |
| 2   | Grécia (A)        | 3 | 2 | 1 | 266 | 236 | +30 | 5   | Advance to second round          |
| 3   | Nova Zelândia (Q) | 3 | 1 | 2 | 284 | 288 | −4  | 4   | Move to 17th–32nd Classification |
| 4   | Montenegro (Q)    | 3 | 0 | 3 | 216 | 262 | −46 | 3   | Move to 17th–32nd Classification |

| 1 de setembro |  |        |  |               |                                                      |
| Grécia        |  | 85–60  |  | Montenegro    | Nanjing Youth Olympic Sports Park Gymnasium, Nanquim |
| Nova Zelândia |  | 94–102 |  | Brasil        | Nanjing Youth Olympic Sports Park Gymnasium, Nanquim |
| 3 de setembro |  |        |  |               |                                                      |
| Montenegro    |  | 83–93  |  | Nova Zelândia | Nanjing Youth Olympic Sports Park Gymnasium, Nanquim |
| Brasil        |  | 79–78  |  | Grécia        | Nanjing Youth Olympic Sports Park Gymnasium, Nanquim |
| 5 de setembro |  |        |  |               |                                                      |
| Grécia        |  | 103–97 |  | Nova Zelândia | Nanjing Youth Olympic Sports Park Gymnasium, Nanquim |
| Brasil        |  | 84–73  |  | Montenegro    | Nanjing Youth Olympic Sports Park Gymnasium, Nanquim |

### Grupo G (Shenzhen)
| Pos | Equipe               | J | V | D | GP  | GC  | SG  | Pts | Classificado                     |
| --- | -------------------- | - | - | - | --- | --- | --- | --- | -------------------------------- |
| 1   | França               | 3 | 3 | 0 | 271 | 194 | +77 | 6   | Advance to second round          |
| 2   | República Dominicana | 3 | 2 | 1 | 206 | 234 | −28 | 5   | Advance to second round          |
| 3   | Alemanha             | 3 | 1 | 2 | 238 | 210 | +28 | 4   | Move to 17th–32nd Classification |
| 4   | Jordânia             | 3 | 0 | 3 | 202 | 279 | −77 | 3   | Move to 17th–32nd Classification |

| 1 de setembro        |  |        |  |                      |                                      |
| República Dominicana |  | 80–76  |  | Jordânia             | Shenzhen Bay Sports Centre, Shenzhen |
| França               |  | 78–74  |  | Alemanha             | Shenzhen Bay Sports Centre, Shenzhen |
| 3 de setembro        |  |        |  |                      |                                      |
| Alemanha             |  | 68–70  |  | República Dominicana | Shenzhen Bay Sports Centre, Shenzhen |
| Jordânia             |  | 64–103 |  | França               | Shenzhen Bay Sports Centre, Shenzhen |
| 5 de setembro        |  |        |  |                      |                                      |
| Alemanha             |  | 96–62  |  | Jordânia             | Shenzhen Bay Sports Centre, Shenzhen |
| República Dominicana |  | 56–90  |  | França               | Shenzhen Bay Sports Centre, Shenzhen |

### Grupo H (Dongguan)
| Pos | Equipe        | J | V | D | GP  | GC  | SG  | Pts | Classificado                     |
| --- | ------------- | - | - | - | --- | --- | --- | --- | -------------------------------- |
| 1   | Austrália (A) | 3 | 3 | 0 | 276 | 242 | +34 | 6   | Advance to second round          |
| 2   | Lituânia (A)  | 3 | 2 | 1 | 275 | 203 | +72 | 5   | Advance to second round          |
| 3   | Canadá (Q)    | 3 | 1 | 2 | 243 | 260 | −17 | 4   | Move to 17th–32nd Classification |
| 4   | Senegal (Q)   | 3 | 0 | 3 | 175 | 264 | −89 | 3   | Move to 17th–32nd Classification |

| 1 de setembro |  |        |  |           |                                                      |
| Canada        |  | 92–108 |  | Austrália | Dongfeng Nissan Cultural and Sports Centre, Dongguan |
| Senegal       |  | 47–101 |  | Lituânia  | Dongfeng Nissan Cultural and Sports Centre, Dongguan |
| 3 de setembro |  |        |  |           |                                                      |
| Austrália     |  | 81–68  |  | Senegal   | Dongfeng Nissan Cultural and Sports Centre, Dongguan |
| Lituânia      |  | 92–69  |  | Canada    | Dongfeng Nissan Cultural and Sports Centre, Dongguan |
| 5 de setembro |  |        |  |           |                                                      |
| Canada        |  | 82–60  |  | Senegal   | Dongfeng Nissan Cultural and Sports Centre, Dongguan |
| Lituânia      |  | 82–87  |  | Austrália | Dongfeng Nissan Cultural and Sports Centre, Dongguan |

## Segunda Fase

### Grupo I (Foshan)
Argentina - Polônia - Venezuela - Russia
| 6 de setembro de 2019 |  |       |  |           |  |
| Polônia               |  | 79–74 |  | Rússia    |  |
| Argentina             |  | 87–67 |  | Venezuela |  |
| 8 de setembro de 2019 |  |       |  |           |  |
| Venezuela             |  | 60–69 |  | Rússia    |  |
| Polônia               |  | 65–91 |  | Argentina |  |

### Grupo J (Wuhan)
Espanha - Porto Rico - Sérvia - Itália
| 6 de setembro de 2019 |  |       |  |            |  |
| Sérvia                |  | 90–47 |  | Porto Rico |  |
| Espanha               |  | 67–60 |  | Itália     |  |
| 8 de setembro de 2019 |  |       |  |            |  |
| Porto Rico            |  | 89–94 |  | Itália     |  |
| Espanha               |  | 81–69 |  | Sérvia     |  |

### Grupo K (Shenzhen)
Brasil - República Checa - Grécia - Estados Unidos
| 7 de setembro de 2019 |  |       |  |         |  |
| Brasil                |  | 71–93 |  | Chéquia |  |
| Estados Unidos        |  | 69–53 |  | Grécia  |  |
| 9 de setembro de 2019 |  |       |  |         |  |
| Chéquia               |  | 77–84 |  | Grécia  |  |
| Estados Unidos        |  | 89–73 |  | Brasil  |  |

### Grupo L (Nanquim)
Austrália - França - Rep. Dominicana - Lituânia
| 7 de setembro 2019   |  |        |  |                      |  |
| Austrália            |  | 82–76  |  | República Dominicana |  |
| França               |  | 78–75  |  | Lituânia             |  |
| 9 de setembro 2019   |  |        |  |                      |  |
| República Dominicana |  | 55–74  |  | Lituânia             |  |
| França               |  | 98–100 |  | Austrália            |  |

## Fase Final

### Chaveamento
|  | Quartas-de-finais         | Quartas-de-finais      |                          |    | Semi-finais | Semi-finais |  |  | Final | Final |
|  |                           |                        |                          |    |             |             |  |  |       |       |
|  | 10 de setembro – Dongguan |                        |                          |    |             |             |  |  |       |       |
|  |                           |                        |                          |    |             |             |  |  |       |       |
|  | Argentina                 | 97                     |                          |    |             |             |  |  |       |       |
|  | Argentina                 | 97                     | 13 de setembro – Beijing |    |             |             |  |  |       |       |
|  | Sérvia                    | 87                     |                          |    |             |             |  |  |       |       |
|  | Sérvia                    | 87                     | Argentina                | 80 |             |             |  |  |       |       |
|  | 11 de setembro – Dongguan |                        | Argentina                | 80 |             |             |  |  |       |       |
|  |                           | França                 | 66                       |    |             |             |  |  |       |       |
|  | Estados Unidos            | França                 | 66                       | 79 |             |             |  |  |       |       |
|  | Estados Unidos            |                        | 15 de setembro – Beijing | 79 |             |             |  |  |       |       |
|  | França                    | 89                     |                          |    |             |             |  |  |       |       |
|  | França                    | 89                     | Argentina                | 75 |             |             |  |  |       |       |
|  | 10 September – Shanghai   |                        | Argentina                | 75 |             |             |  |  |       |       |
|  |                           | Espanha                | 95                       |    |             |             |  |  |       |       |
|  | Espanha                   | Espanha                | 95                       | 90 |             |             |  |  |       |       |
|  | Espanha                   | 13 September – Beijing |                          | 90 |             |             |  |  |       |       |
|  | Polônia                   | 78                     |                          |    |             |             |  |  |       |       |
|  | Polônia                   | 78                     | Espanha                  | 95 |             |             |  |  |       |       |
|  | 11 September – Shanghai   |                        | Espanha                  | 95 |             |             |  |  |       |       |
|  |                           | Austrália              | 88                       |    |             |             |  |  |       |       |
|  | Austrália                 | Austrália              | 88                       | 82 |             |             |  |  |       |       |
|  | Austrália                 |                        |                          | 82 |             |             |  |  |       |       |
|  | Chéquia                   | 70                     |                          |    |             |             |  |  |       |       |
|  | Chéquia                   | 70                     |                          |    |             |             |  |  |       |       |

### Final
| 15 de setembro de 2019 20:00 | Boxscore | Argentina                                     | 75–95 | Espanha                                        |  | Wukesong Arena, Beijing Árbitros: Cristiano Maranho (BRA), Yohan Rosso (FRA), Steve Anderson (USA) |  |
| 15 de setembro de 2019 20:00 | Boxscore | Placar por quarto: 14–23, 17–20, 16–23, 28–29 |       |                                                |  | Wukesong Arena, Beijing Árbitros: Cristiano Maranho (BRA), Yohan Rosso (FRA), Steve Anderson (USA) |  |
| 15 de setembro de 2019 20:00 | Boxscore | Pts: Deck 24 Rbts: Scola 8 Asts: Campazzo 8   |       | Pts: Rubio 20 Rbts: Fernández 10 Asts: Gasol 7 |  | Wukesong Arena, Beijing Árbitros: Cristiano Maranho (BRA), Yohan Rosso (FRA), Steve Anderson (USA) |  |